# Eric Saade
Eric Khaled Saade, švedski pevec in televizijski voditelj, * 29. oktober 1990, Kattarp, Helsingborg, Švedska.
Saade je leta 2011 predstavljal Švedsko na Pesmi Evrovizije in končal na tretjem mestu.

## Pevska kariera
Leta 2003 se je odločil, da namerava nastopiti kot solist. Takrat se je udeležil več tekmovanj. Njaveč uspeha je dosegel na tekmovanju Melodifestivalen.

### Melodifestivalen 2010
Leta 2010 je sodeloval na izboru Melodifestivalen, kjer Švedska izbira predstavnika na tekmovanju za Pesem Evrovizije. Zasedel je tretje mesto.

### Melodifestivalen 2011
Leto kasneje je znova poskušal na izboru Melodifestivalen, tokrat s  skladbo »Popular«. Z veliko večino je bil na koncu izbran za švedskega predstavnika na izboru za Pesem Evrovizije 2011.
Rezultati finala:
| Izvajalec     | Gledalci | Žirija |
| ------------- | -------- | ------ |
| Eric Saade    | 134      | 91     |
| Danny Saucedo | 120      | 84     |

Na Evroviziji leta 2011 v Nemčiji je osvojil končno tretje mesto.

## Albumi in uspehi

### Albumi
- 2010: Masquerade
- 2011: Saade Vol. 1
- 2011: Saade Vol. 2
- 2013: Forgive Me

| Leto | Tekmovanje                                | Kategorija                          | Pesem           | Uvrtitev |
| ---- | ----------------------------------------- | ----------------------------------- | --------------- | -------- |
| 2010 | Scandipop Awards                          | Hop Popevka 2010                    | Eric Saade      | 1.       |
| 2010 | Marcel Bezençon Awards (Melodifestivalen) | Izvajalec Leta                      | Manboy          | 1.       |
| 2010 | Rockbjörnen Awards                        | Švedska Pesem Leta 2010             | Manboy          | 3.       |
| 2010 | Rockbjörnen Awards                        | Švedski Pevec                       | Eric Saade      | 2.       |
| 2010 | Rockbjörnen Awards                        | Naj Breakdance pesem                | Eric Saade      | 2.       |
| 2011 | Scandipop Awards                          | Najboljši Izvajalec                 | Eric Saade      | 1.       |
| 2011 | Scandipop Awards                          | Novi Izvajalec leta                 | Eric Saade      | 2.       |
| 2011 | Scandipop Awards                          | Album leta                          | Masquerade      | 1.       |
| 2011 | Scandipop Awards                          | Album leta in Izvajalec             | Masquerade      | 3.       |
| 2011 | Scandipop Awards                          | Pevec leta                          | Manboy          | 1.       |
| 2011 | Scandipop Awards                          | Pevec leta                          | It's Gonna Rain | 1.       |
| 2011 | Scandipop Awards                          | Singel leta                         | It's Gonna Rain | 1.       |
| 2011 | Scandipop Awards                          | Singel leta                         | Manboy          | 1.       |
| 2011 | Grammy-díj                                | Pesem leta                          | Manboy          | 1.       |
| 2011 | QX Gay Awards                             | Izvajalec leta                      | Eric Saade      | 1.       |
| 2011 | Marcel Bezençon Awards (Melodifestivalen) | Pesem leta                          | Popular         | 2.       |
| 2011 | Nickelodeon Kids' Choice Awards           | Švedska Zvezda leta                 | Eric Saade      | 1.       |
| 2011 | ESC Radio Awards                          | Izvajalec Pesmi Evrovizije          | Eric Saade      | 1.       |
| 2011 | ESC Radio Awards                          | Najboljša Pesem ( Pesem Evrovizije) | Popular         | 1.       |